# Croodarna 2: En ny tid
Croodarna 2: En ny tid (engelska: The Croods: A New Age) är en amerikansk animerad äventyrskomedifilm från 2020 producerad av Dreamworks Animation, samt distribuerad av Universal Studios. Filmen är en uppföljare till filmen Croodarna från 2013, och är regisserad av den regidebuterande Joel Crawford, från ett manus av Paul Fisher, Bob Logan, Dan Hageman och Kevin Hageman, som i sin tur är baserat på en originalberättelse skriven av Kirk DeMicco och Chris Sanders (regissörerna till den föregående filmen). Återvändande röstskådespelare till denna film är Nicolas Cage, Emma Stone, Ryan Reynolds, Catherine Keener, Clark Duke och Cloris Leachman, samt nya röstskådespelare som Peter Dinklage, Leslie Mann och Kelly Marie Tran.
Filmen hade biopremiär i USA den 25 november 2020, men har tidigare även varit planerad att släppas den 3 november 2017, den 22 december 2017, den 18 september 2020 och den 23 december 2020. Den hade biopremiär i Sverige den 2 juli 2021.

## Handling
Filmens handling kretsar kring den förhistoriska grottmänniskofamiljen Croodarna, som är på jakt efter ett nytt ställe att bo på. Efter att ha letat i stort sett över hela världen hittar de till slut ett idylliskt paradis, som de kan kalla för sitt nya hem. Men i detta omgärdade paradis bor redan familjen Bättremans. Kommer Croodarna ge upp sina drömmar om detta paradis, eller ska de fortsätta kämpa för att bosätta sig där trots att det redan bor en annan familj där?

## Rollista
| Rollfigur                        | Engelsk originalröst | Svensk originalröst |
| -------------------------------- | -------------------- | ------------------- |
| Grugg (Grug) Crood               | Nicolas Cage         | Tommy Nilsson       |
| Iip (Eep) Crood                  | Emma Stone           | Frida Sandén        |
| Grabb (Guy)                      | Ryan Reynolds        | Jesper Adefelt      |
| Ugga Crood                       | Catherine Keener     | Susanne Barklund    |
| Mommo (Gran)                     | Cloris Leachman      | Irene Lindh         |
| Klump (Thunk) Crood              | Clark Duke           | Göran Gillinger     |
| Hopp Bättreman (Hope Betterman)  | Leslie Mann          | Lizette Pålsson     |
| Fille Bättreman (Phil Betterman) | Peter Dinklage       | Jamil Drissi        |
| Sol Bättreman (Dawn Betterman)   | Kelly Marie Tran     | Clara Folkebo       |